# Wild America
Pour plus de détails, voir Fiche technique et Distribution.
Wild America ou Beautés sauvages au Québec est un film américain réalisé par William Dear, sorti en 1997.

## Fiche technique
- Titre original et français : Wild America
- Titre québécois : Beautés sauvages
- Réalisation : William Dear
- Scénario : David Michael Wieger
- Photographie : David Burr
- Montage : O. Nicholas Brown, Stuart H. Pappé
- Musique : Joel McNeely
- Production : James G. Robinson, Irby Smith et Mark Stouffer
- Pays d'origine : États-Unis
- Format : Couleurs - 1,85:1 - Mono
- Genre : Comédie d'aventure
- Durée : 106 minutes
- Date de sortie : 1997

## Distribution
- Jonathan Taylor Thomas : Marshall Stouffer
- Devon Sawa : Mark Stouffer
- Scott Bairstow : Marty Stouffer Jr.
- Jamey Sheridan : Marty Sr
- Frances Fisher : Agnes Stouffer
- Tracey Walter : Léon
- Don Stroud : Stango
- Zack Ward : D.C.
- Claudia Stedelin : Annie
- Danny Glover : Yéti, l'homme des montagnes (non crédité)